# Sandinista!
Pour le parti politique, voir Front sandiniste de libération nationale.
Albums de The Clash
London Calling
(1979) Combat Rock
(1982)
Sandinista! est le quatrième album studio du groupe britannique The Clash, édité par CBS Records et sorti le 12 décembre 1980 au Royaume-Uni. Ce triple album contient trente-six titres, six sur chaque face.
Anticipant la tendance de la world music des années 1980, ce disque polyvalent mêle de nombreux styles : rock 'n' roll, rhythm and blues, reggae, calypso, dub, jazz, gospel, rap, soul, rockabilly et folk. L'album est classé 404e meilleur album de tous les temps par le magazine Rolling Stone.
Le titre de l'album est une référence au mouvement révolutionnaire sandiniste du Nicaragua.

## Contexte et enregistrement
Après le succès de son troisième album studio London Calling, le groupe décide en 1980 d'en réaliser un quatrième. Il réinvestit les studios Wessex Sound de Londres en août. CBS records, leur maison de disques, souhaite s'assurer que le groupe ne prend pas de risque démesuré. On convoque alors Bill Price comme ingénieur au mixage.
L'album est enregistré durant l'année 1980, à Londres, Manchester, New York et en Jamaïque. Il est produit par le groupe, dont essentiellement Mick Jones et Joe Strummer. Enregistré et mixé par Bill Price, il a pour ingénieurs du son Jeremy "Jerry" Green (des studios Wessex), J. P. Nicholson (Electric Lady Studios), Lancelot "Maxie" McKenzie (Channel One Studios) et enfin Bill Price (Pluto et Power Station Studios).
Mikey Dread, avec qui le groupe a déjà partagé l'écriture du single Bankrobber en 1980, réalisent les versions dub de certaines chansons.
À l'instar du double London Calling, la sortie d'un triple album fait l'objet d'un vif débat entre le groupe et sa maison de disques. Cependant, après l'enregistrement des trente-six chansons, Sandinista! sort bien en décembre 1980 sous forme de triple album. The Clash cèdera sa part sur les 200 000 premières copies vendues afin de permettre son édition à un prix abordable. Joe Strummer dira lors d'une interview de Judy McGuire pour le magazine Punk : « Eh bien, vous parlez actuellement à un homme qui a lâché ses royalties sur Sandinista! ».

## Caractéristiques artistiques

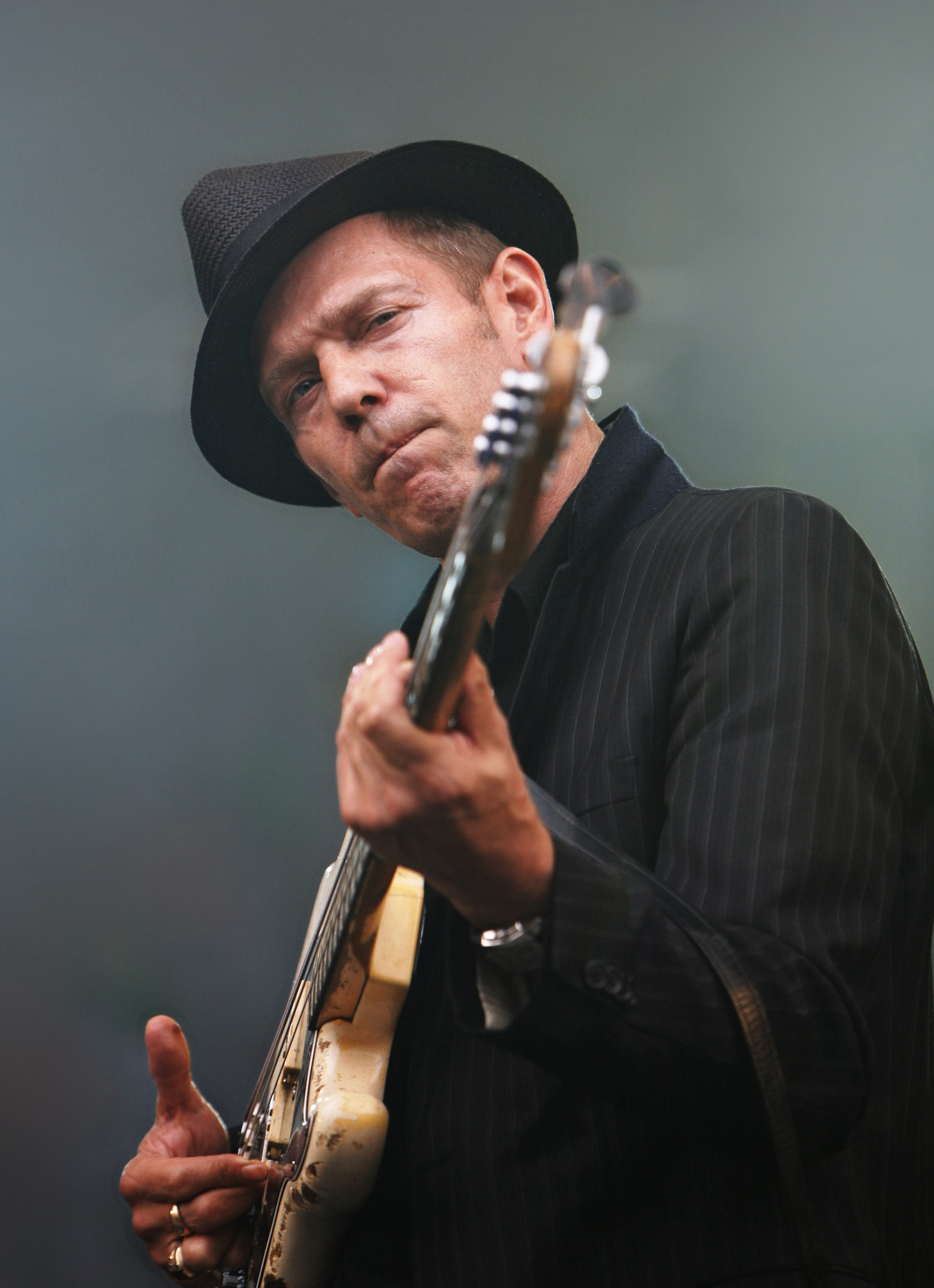
Paul Simonon, bassiste

Avec Sandinista!, le groupe fait le lien entre le punk et le reggae, en passant entre autres par le dub, le rythm and blues, le calypso ou le gospel. L'album est clairement influencé par le reggae et en particulier le travail du producteur Lee Scratch Perry, qui a déjà travaillé avec le groupe sur le single de 1977 Complete Control et joué en ouverture de plusieurs de leurs concerts, notamment au Bond de New York en 1980.
Lorsque l'enregistrement commence à New York, le bassiste Paul Simonon est pris par le tournage d'un film. Norman Watt-Roy, bassiste de Ian Dury and the Blockheads, le remplace alors brièvement. Cela sera à l'origine plus tard de tensions lorsque Watt-Roy et le claviériste Mickey Gallagher, un proche de Blockhead, affirmeront être coauteurs de The Magnificent Seven, la chanson étant selon eux inspirée de leurs travaux.[réf. souhaitée]Dread, également, sera énervé de ne pas être cité comme producteur de l'album, même si son nom est mentionné pour la partie mixage.
Parmi les nombreux invités de l'album figurent l'acteur Tim Curry (la voix du prêtre sur The Sound of Sinners), la chanteuse Ellen Foley (petite amie de Mick Jones à l'époque), l'ancien guitariste de The Voidoids Ivan Julian, un ancien membre d'Eddie and the Hot Rods Lew Lewis. Tymon Dogg, le vieil ami de Strummer et collaborateur musical, joue également du violon et est compositeur de la chanson Lose This Skin. Il fera d'ailleurs partie plus tard des Mescaleros avec Joe Strummer.
Même les enfants de Mickey Gallagher participent. Ses deux fils, Luke et Ben, interprètent une version de Career Opportunities du premier album des Clash, tandis que sa fille Maria chante des bribes de The Guns of Brixton de London Calling, à la fin du titre Broadway.
Il s'agit également de la seule fois où chacun des quatre membres interprète un titre en tant que chanteur soliste. Le batteur Topper Headon chante sur Ivan Meets G.I. Joe et le bassiste Paul Simonon sur The Crooked Beat.

### Structure de l'album
| Tableau n°1 : Sur l'édition originale de 1980 |                         |          |                       |           |                                        |            |                    |             |                    |           |                      |          |
| n°                                            | Face Une                | Face Une | Face Deux             | Face Deux | Face Trois                             | Face Trois | Face Quatre        | Face Quatre | Face Cinq          | Face Cinq | Face Six             | Face Six |
| 1                                             | The Magnificent Seven   | 5:28     | Rebel Waltz           | 3:25      | Lightning Strikes (Not Once But Twice) | 4:51       | Police on My Back  | 3:15        | Lose This Skin     | 5:07      | Version City         | 4:23     |
| 2                                             | Hitsville UK            | 4:20     | Look Here             | 2:44      | Up in Heaven (Not Only Here)           | 4:31       | Midnight Log       | 2:11        | Charlie Don't Surf | 4:55      | Living in Fame       | 4:36     |
| 3                                             | Junco Partner           | 4:53     | The Crooked Beat      | 5:29      | Corner Soul                            | 2:43       | The Equaliser      | 5:47        | Mensforth Hill     | 3:42      | Silicone on Sapphire | 4:32     |
| 4                                             | Ivan Meets G.I. Joe     | 3:05     | Somebody Got Murdered | 3:34      | Let's Go Crazy                         | 4:25       | The Call Up        | 5:25        | Junkie Slip        | 2:48      | Version Pardner      | 5:22     |
| 5                                             | The Leader              | 1:41     | One More Time         | 3:32      | If Music Could Talk                    | 4:36       | Washington Bullets | 3:51        | Kingston Advice    | 2:36      | Career Opportunities | 2:30     |
| 6                                             | Something About England | 3:42     | One More Dub          | 3:34      | The Sound of Sinners                   | 4:00       | Broadway           | 5:45        | The Street Parade  | 3:26      | Shepherds Delight    | 3:25     |

### Analyse musicale

#### Face Un
Quatre singles sortent des sessions d'enregistrement de Sandinista! au Royaume-Uni : Bankrobber, qui n'apparait pas sur l'album, The Call Up, Hitsville UK et The Magnificent Seven. 

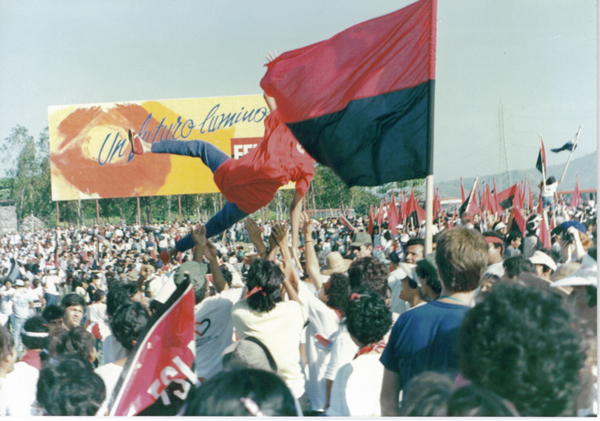
Manifestation sandiniste en 1989.

The Magnificent Seven est inspirée du hip-hop old-school de New York, tel que The Sugarhill Gang et Grandmaster Flash. À l'époque, le rap en est à ses balbutiements. Le groupe, en particulier Mick Jones, est impressionné par ce nouveau genre musical à tel point qu'il se promène avec un radiocassette et se voit affubler du surnom de Whack Attack. La chanson est enregistrée en avril 1980 aux studios Electric Lady de New York. Elle est construite autour un riff de basse joué par Norman Watt-Roy des Blockheads. Joe Strummer improvise les paroles, une technique qu'il utilisera également pour créer Lightning Strikes (Not Once But Twice), l'autre rap de Sandinista!. The Magnificent Seven représente la première tentative d'écriture de rap par un groupe rock et l'un des premiers exemples d'enregistrement hip hop avec un contenu politique et social.
Hitsville UK est le deuxième titre de l'album. Duo entre le guitariste Mick Jones et sa petite amie de l'époque Ellen Foley, ses paroles font allusion à la scène indépendante émergeant dans la musique britannique vers la fin des années 1970 - début 1980 qui s'éloigne radicalement des « mutants, rampants et bodybuildés » des majors avec leurs frais de représentation et leurs remboursements de frais de repas. Elle dénonce le principe de réalisation d'AOR, un style prisé par les radios FM américaines, et du battage médiatique utilisé pour les vendre. Les références aux labels indépendants britanniques sont nombreuses tels que Small Wonder Records, Rough Trade, Fast Product et Factory Records par exemple.
Junco Partner est une chanson de blues traditionnelle américaine. Deux versions cohabitent sur l'album : en reggae sur le face 1, en dub sur la face 3 sous le titre Version Pardner. À l'origine, elle est créditée à « auteur, aujourd'hui inconnu » alors que sur l'album promotionnel sorti au Japon, il est indiqué « The Clash ».
Avec Ivan Meets G.I. Joe, le groupe s'amuse à explorer le disco. Topper Headon au chant, les textes de ce titre comparent et critiquent les deux blocs de la guerre froide. Aucun des deux ne remportent l'adhésion du groupe. Joe Strummer, pourtant de sensibilité de gauche, affirme même au sujet du gouvernement soviétique : « C'est un gros tas de connards. ».

#### Face Deux
Cette deuxième face s'ouvre avec la sublime Rebel Waltz, chanson hybride (sorte de ballade dub). Joe Strummer propose un texte hautement poétique et teinté d'onirisme. La chanson semble n'avoir été jouée qu'une seule fois sur scène lors de leur résidence au théâtre Mogador en 1981, mais à ce jour aucun enregistrement n'a pu en apporter la preuve définitive.
Vient ensuite Look Here. cette chanson est une reprise jazzy d'un titre de Mose Allison. Pour l'occasion Joe Strummer superpose 3 prises de sa voix.  
Cette face contient la seule chanson de l'album où chante Paul Simonon, The Crooked Beat, mais pas la première avec le Clash (il chante aussi The Guns Of Brixton de l'album London Calling). Il raconte l'ambiance des sound system anglais, qui se terminent par une descente de police et la revendication de pouvoir danser librement. 
Somebody Got Murdered déboule et augmente sévèrement le tempo après cette pause dub de 5 min 30 s. Morceau chanté par Mick Jones, écrit à la base pour la bande son du film Cruising de William Friedkin avec Al Pacino. Pour l'anecdote, les aboiements vers la fin de la chanson proviennent du chien de Topper Headon.
Cette 2e face se termine avec One More Time/One More Dub. Une des rares chansons de l'album régulièrement jouée live par le groupe. Les paroles décrivent la pauvreté et l'insécurité dans le ghetto.

#### Face Trois
Cette 3e face débute avec Up in Heaven qui est dans la même veine que Somebody got Murdered, une chanson rock énergique et mélodiquement simple et efficace. Les paroles décrivent la vie dans des banlieues sans âme ou vivent des chômeurs dans des situations précaires dans des immeubles délabrés ; Le dernier paragraphe est emprunté au titre United Fruit de Phil David Ochs. Corner soul est très certainement en grande partie écrite par Joe Strummer car elle vibre des influences de ce dernier par son aspect ballade folk. Belle chanson mélangeant donc des aspects du folk et mais aussi de reggae et baignant dans un arrangement d'accordéon et de chœurs féminin (Ellen Folley). La chanson fut jouée plusieurs fois live pendant l'année 1981. Let's go crazy est une chanson calypso en hommage au carnaval de Notthing Hill. Il fut joué une unique fois en rappel d'un de leur concert donné à Barcelone en 1981. The sound of the sinners est une chanson directement inspirée par le gospel et les paroles sont une critique acerbes de la religion. La chanson fut jouée lors du tout dernier concert de Mick Jones avant son éviction à l'US festival en 1983.

#### Face Quatre
The Call Up est le premier single issu de l'album, sorti en novembre 1980 avant Sandinista!. Le titre débute et se termine par une chanson de marche des Marines. Elle porte sur le service militaire mais traite également de la guerre en général. La chanson inclut également une critique des boulots sans perspectives (« qui vous donne le travail et pourquoi devriez-vous le faire ? »). Bien que les États-Unis aient supprimé la conscription en 1973, le Congrès réinstaure en 1980 l'obligation pour les hommes âgés de 18 à 25 ans de s'inscrire auprès du Selective Service System, l'agence indépendante du département de la Défense qui fournit les besoins de main d'œuvre aux forces militaires en cas de situation d'urgence.
Chanson chargée politiquement, Washington Bullets résume l'histoire de l'Amérique latine allant de la révolution cubaine de 1959 au Front sandiniste de libération nationale nicaraguayen des années 1980. De nombreux faits sont énumérés tels que le débarquement de la baie des Cochons ou encore la mort de Víctor Jara dans un stade à la suite du coup d'État du 11 septembre 1973 au Chili. La Guerre d'Afghanistan opposant l'Armée rouge soviétique aux moudjahiddin à partir de 1979 est également citée, tout comme le Dalaï-lama et la situation du Tibet. Les références au Chili, Nicaragua et à Cuba sont affectives, pays dépeints comme des modèles de mouvement populaire ou de gouvernement de gauche. En revanche, concernant l'Afghanistan et le Tibet, la critique se fait plus vive sur la politique des gouvernements communistes de Moscou et Pékin dont les actions impérialistes sont mises à l'index. La critique originale de Rolling Stone de Sandinista! expliquera que Washington Bullets, avec The Equaliser et The Call Up, est le cœur de l'album.

#### Face Cinq
Lose this skin est une chanson écrite et chantée par Tymon Dogg. La légende voudrait que Strummer l'ai rencontré pendant les sessions de Sandinista ! alors qu'il faisait la manche dans le métro londonien et lui aurai proposé de venir enregistrer une chanson pour l'album. Charlie don't surf est à l'instar de beaucoup de pièces de l'album et est le résultat d'improvisations. inspiré par le film Apocalyse Now, ce titre est une dénonciation des guerres et des dérives militaires américaines. Junkie Slip est une chanson rockabilly et également le résultat d'une de ces improvisations en témoigne, le fade in d'intro et le fade out de fin. Le texte quelque peu humoristique décrit la vie de junky. Kingston advice est la deuxième chanson enregistrée au studio Channel One. Les paroles sont d'ailleurs inspiré par la situation en Jamaïque, mais plus généralement c'est un appel à la résistance. The Street Parade

#### Face Six
La Face six de l'album s'ouvre sur le sublime et très funky "Version city" et se poursuit avec "Living in fame" qui est une version toasté/dub par Mickey Dread de la chanson "If music could talk" (se trouvant en face 3) et enchaine sur les dubs "Silicone on Sapphire" et "Version Pardner", reprises qui proviennent respectivement de Washington Bullets (face 4) et de Junco Partner (face 1) puis une reprise chanté par des enfants d'une de leur chanson se trouvant sur leur 1er album "Career Opportunities" (chanté par les fils de l'organiste Mickey Gallagher : Luke et Ben Gallagher) et se termine sur un instrumental Shepherds Delight, reprise reggae de Police & Thieves de leur 1er album.

## Réception

### Sorties, réalisations et classements
Sandinista! est réalisé en triple album, mais se vend au prix d'un album standard, à la demande du groupe.

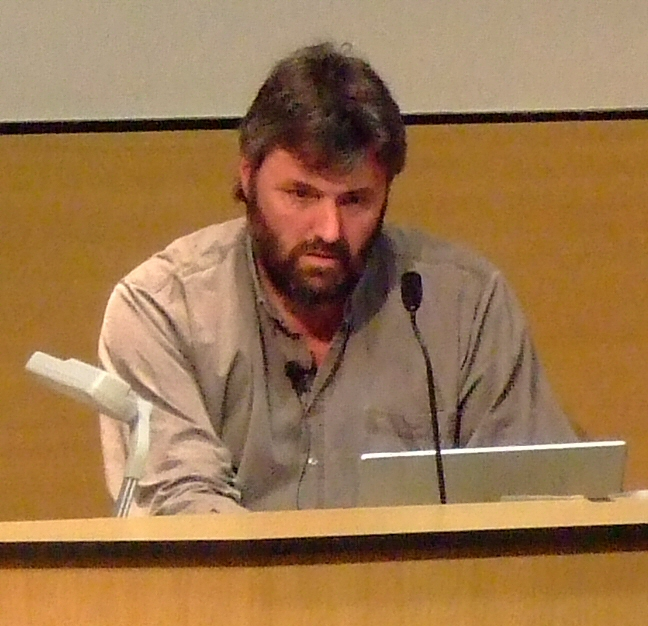
Steve Bell, illustrateur du livret des paroles

Pour les paroles, il contient un livret intitulé The Armagideon Times, no. 3, référence à la chanson Armagideon Time sortie sur Black Market Clash et aux deux fanzines du groupe, Armagideon Times numéro 1 et 2. Le dessinateur Steve Bell réalise les illustrations et recopie les paroles de Joe Strummer.
Une version allégée de l'album, intitulée Sandinista Now!, est envoyée à la presse et aux radios. La face A est composée de Police on My Back, Somebody Got Murdered, The Call Up, Washington Bullets, Ivan Meets G.I. Joe and Hitsville U.K.. Quant à la face B, elle contient Up in Heaven (Not Only Here), The Magnificent Seven, The Leader, Junco Partner, One More Time and The Sound of Sinners.
Le titre vient de l'organisation révolutionnaire d'extrême gauche du Nicaragua, les Sandinistes, qui l'année précédente vient de renverser le dictateur Anastasio Somoza. Le numéro "FSLN1" dans le catalogue d'albums fait référence à l'acronyme du « Frente Sandinista de Liberación Nacional ».
En 2000, l'album est remasterisé, comme l'ensemble des albums du groupe aux États-Unis par le label Epic Records.
| Tableau n°2 : Réédition CD |                                        |           |                      |             |
| n°                         | Disque Un                              | Disque Un | Disque Deux          | Disque Deux |
| 1                          | The Magnificent Seven                  | 5:28      | Police on My Back    | 3:15        |
| 2                          | Hitsville UK                           | 4:20      | Midnight Log         | 2:11        |
| 3                          | Junco Partner                          | 4:53      | The Equaliser        | 5:47        |
| 4                          | Ivan Meets G.I. Joe                    | 3:05      | The Call Up          | 5:25        |
| 5                          | The Leader                             | 1:41      | Washington Bullets   | 3:51        |
| 6                          | Something About England                | 3:42      | Broadway             | 5:45        |
| 7                          | Rebel Waltz                            | 3:25      | Lose This Skin       | 5:07        |
| 8                          | Look Here                              | 2:44      | Charlie Don't Surf   | 4:55        |
| 9                          | The Crooked Beat                       | 5:29      | Mensforth Hill       | 3:42        |
| 10                         | Somebody Got Murdered                  | 3:34      | Junkie Slip          | 2:48        |
| 11                         | One More Time                          | 3:32      | Kingston Advice      | 2:36        |
| 12                         | One More Dub                           | 3:34      | The Street Parade    | 3:26        |
| 13                         | Lightning Strikes (Not Once But Twice) | 4:51      | Version City         | 4:23        |
| 14                         | Up in Heaven (Not Only Here)           | 4:31      | Living in Fame       | 4:36        |
| 15                         | Corner Soul                            | 2:43      | Silicone on Sapphire | 4:32        |
| 16                         | Let's Go Crazy                         | 4:25      | Version Pardner      | 5:22        |
| 17                         | If Music Could Talk                    | 4:36      | Career Opportunities | 2:30        |
| 18                         | The Sound of Sinners                   | 4:00      | Shepherds Delight    | 3:25        |

### Héritage
Sur l'album hommage The Clash Tribute: The Never Ending Story, la version de Washington Bullets d'Attila the Stockbroker contient de nouvelles paroles dans les derniers vers. Il remplace la référence à l'Afghanistan et les critiques des régimes communistes par des textes pointant du doigt l'implication des États-Unis dans l’effondrement de l'Union Soviétique. Il dénigre également l'intérêt de Boris Yeltsin pour le capitalisme occidental ainsi que le nouvel ordre mondial découlant de la fin de la guerre froide.

## Artistes et équipe de production
| Tableau n°3 : Artistes et équipe de production |                                                                           |                      |                       |
| Musiciens principaux                           | Musiciens principaux                                                      | Équipe de production | Équipe de production  |
| Nom                                            | Instrument                                                                | Nom                  | Activité              |
| Joe Strummer                                   | Guitare, chant                                                            | The Clash            | Producteur            |
| Mick Jones                                     | Guitare, chant                                                            | Bill Price           | Chef-ingénieur du son |
| Paul Simonon                                   | Basse, chant                                                              | Jerry Green          | Ingénieur du son      |
| Topper Headon                                  | Batterie, percussions, chant                                              | J. P. Nicholson      | Ingénieur du son      |
| Participations                                 | Participations                                                            | Lancelot McKenzie    | Ingénieur du son      |
| Mick Gallagher                                 | Orgue                                                                     | Mikey Dread          | Mixage                |
| Tymon Dogg                                     | Violon et voix sur Lose This Skin                                         | Pennie Smith         | Photographe           |
| Norman Watt-Roy                                | Basse sur The Magnificent Seven et Lightning Strikes (Not Once But Twice) | Steve Bell           | Dessinateur           |
| Ellen Foley                                    | Voix sur Hitsville U.K.                                                   |                      |                       |
| David Payne                                    | Saxophone                                                                 |                      |                       |
| Den Hegarty                                    | Voix                                                                      |                      |                       |